# Кемеровский трамвай
Кемеровский трамвай — система трамвайного движения в городе Кемерово. Движение было открыто 1 мая 1940 года. Последняя трамвайная система, открытая до Великой Отечественной войны.
Третья по величине трамвайная система в регионе (после Новокузнецка и Прокопьевска). В городе действует 5 трамвайных маршрутов, в депо имеется 64 вагона. Перевозки осуществляет ОАО «Кемеровская электротранспортная компания», она же осуществляет троллейбусные перевозки.

## История
Развитие Кузнецкого угольного бассейна сопровождалось строительством крупных промышленных предприятий. В годы первых пятилеток в городе Кемерово были построены азотно-туковый, механический заводы, завод № 510 (в будущем ставший одним из цехов АО «Химпром»), расширен коксохимический завод. Почти все рабочие этих предприятий жили на Притомском участке. Он располагался в 5-6 км от промышленной зоны. В связи с этим управлениями предприятий были выделены грузовые автомобили, оборудованные скамейками для перевозки пассажиров. Но этот же автотранспорт использовался и для грузоперевозок, что нередко заставляло людей добираться до работы пешком.
Именно поэтому встал вопрос о строительстве в городе трамвая. После ходатайства горкома, горисполкома и управлений заводов было получено разрешение правительства на строительство трамвая. Проектом было предусмотрено строительство путепровода и трамвайного пути от старого базара до азотно-тукового завода по улице Советской и 2-й Стахановской общей протяжённостью 5,2 км.
Всё это происходило в начале далёкого 1939 года, когда и началось строительство трамвайных сетей и парка. Во время строительства, в апреле 1940 года, были подготовлены 15 водителей трамвая. А уже 15 апреля того же года государственная комиссия приняла в эксплуатацию: первую очередь трамвая (трамвайный путь и контактную сеть протяжённостью 3,3 км); трамвайный парк на 50 вагонов; тяговую подстанцию мощностью 1200 кВт.
Трамвайное депо размещалось на территории завода «Кузбассэлектромотор» (ныне ОАО «Кузбассэлектромотор») и имело 4 смотровые канавы, на которых можно было разместить 12 двухвагонных поездов, 4 канавы для подъёмочного и профилактического ремонтов, механические и электромастерские.
За первый квартал 1940 года в трамвайном парке появились три трёхвагонных состава, то есть 9 вагонов серии «X». Среди них — 3 моторных вагона и 6 прицепных. 1 мая 1940 года в городе было пущено движение первого трамвайного состава.
Ровно через год, в мае 1941 года началось строительство путепровода под линию Томской железной дороги, идущей Кемерово — Топки. А 10 июня того же года была построена вторая очередь трамвая, от линии Томской железной дороги до азотно-тукового завода. Её протяжённость составляла 1,9 км.
В 1944 году при расширении электромеханического завода трамвайный парк был снесён, а весь подвижной состав был переведён на Дворцовую улицу. В начале 1945 года Кемеровским электромеханическим заводом было принято решение построить трамвайного депо. Уже в 1947 году здание сдано в эксплуатацию, и поныне оно является трамвайным депо.
Только в 1949 году возобновилось строительство новых трамвайных путей: построены трамвайные пути по улице Весенней до Искитимского моста.
Теперь протяжённость путей по сравнению с 1940 годом увеличилась почти в 2,5 раза и стала равна 8,3 км. В том же 1949 году старые вагоны серии «X» были переданы Прокопьевскому трамвайному предприятию.
В 1950 году в связи с расширением трамвайных путей и контактной сети создаются четыре службы: служба пути, служба энергохозяйства, служба движения, ремонтно-строительный участок.
В 1953 году число трамвайных вагонов достигло 22 единиц: 11 моторных и 11 прицепных. Также построен второй путь по улице Весенней до Искитимского моста. Его протяжённость составила 3,1 км. То есть теперь здесь открылось двухстороннее трамвайное движение, что являлось несомненным достижением. И в этом же году у трамвайного парка появилась первая аварийно-техническая машина.
С подъёмом промышленности города Кемерово в 1950-60-е годы в городе стала расти и сеть трамвайных путей. В 1955 году открыт трамвайный маршрут до Предзаводского посёлка.
С 1956 года по 1964 год в городе произошло много изменений, связанных с трамвайными сетями. Был открыт трамвайный маршрут № 3 в Рудничный район правобережной части города, протяжённость трамвайных путей составила 20,1 км. На правом берегу города пущена в эксплуатацию линия до шахты «Северная», введено в эксплуатацию трамвайное депо № 2. Построены трамвайные пути протяжённостью 5,1 км в посёлок Южный до старого разворотного кольца. Построено 12,8 км путей в Кировском районе города. Пущено движение трамвая по 2-му пути до посёлка Предзаводской протяжённостью 4,3 км. Продолжено строительство трамвайных путей в посёлок Южный до улицы 10-я линия протяжённостью 8,2 км. Продлён на 6,7 км маршрут движения № 6 до Новокемеровского химкомбината и на 11 км — маршрута № 1 до завода «Химволокно».
В 1968 году открывается движение по двухпутке через путепровод к Новокемеровскому химкомбинату. В 1970 году началось обновление парка трамвая. На смену устаревшим вагонам КТМ-1, КТМ-2 в город в течение года пришли 20 новеньких белоснежных трамвайных вагонов КТМ-5. Последний трамвай КТМ-2 был списан уже 1972 году. А в 1973 году было пущено трамвайное движение на участке КЭМЗ — Железнодорожный вокзал протяжённостью 3,3 км.
28 июня 2016 года в Кемерове был торжественно открыт памятник первому трамваю. Памятник расположен на территории диспетчерской возле остановки "КЭМЗ" и представляет собой копию трамвайного вагона серии "Х" воссозданную по чертежам.
12 июля 2021 года маршрут № 3 повторно был продлён до ж/д вокзала по внешнему кольцу (как маршрут № 8).

### Происшествия
6 июня 2024 года у трамвая АКСМ-60102, следовавшего по 10 маршруту, при спуске по Логовому шоссе произошел отказ тормозов, в результате чего трамвай начал самопроизвольно катиться вниз, набирая все большую скорость. В момент прохождения кривой у вагона открылись двери и на проезжую часть выпало 2 пассажира. Достигнув выезда на Кузнецкий мост, вагон столкнулся с ехавшим впереди трамваем 71-619КТ следовавшим по тому же маршруту. Пострадало 145 человек, погибло 2.

## Маршрутная сеть

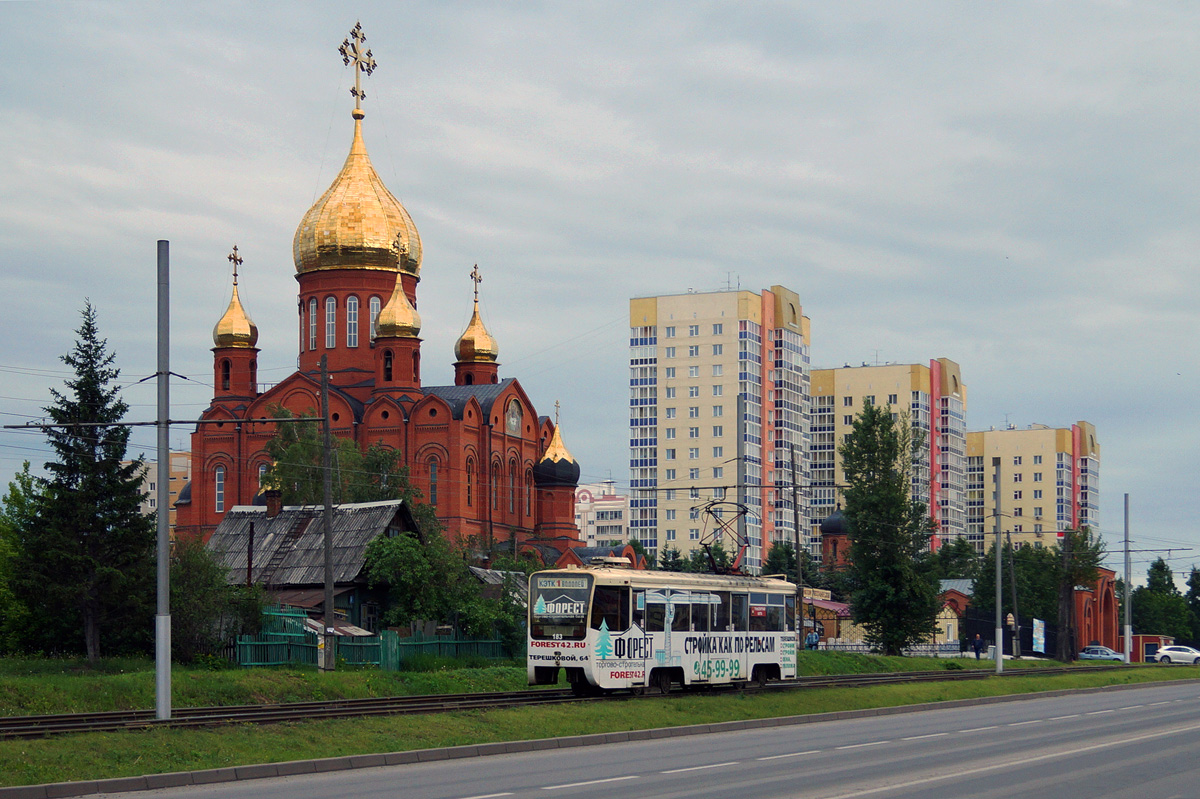
Маршрут № 1 на ул. Соборной

Маршрут № 3 в Кировском р-не

Маршрут № 3 близ Красной Горки

Маршрут № 5 на ул. 7-й Цветочной

Маршрут № 8 на ул. Якимова

Маршрут № 10 на просп. Кузнецком

Маршрут № 10 на конечной "Шахта Северная"

### Действующие маршруты
| №  | Начальный пункт       | Маршрут следования | Конечный пункт         |
| -- | --------------------- | --- | ---------------------- |
| 1  | АО "КЭТК"             | просп. Советский - просп. Кузнецкий - ул. Ноградская - ул. Кирова - ул. Дзержинского - просп. Ленина - ул. Соборная ул. Соборная - просп. Ленина - Ул. Дзержинского - ул. Кирова - ул. Ноградская - просп. Кузнецкий - просп. Советский | Собор                  |
| 3  | ТЭЦ Кировского района | ул. 40 лет Октября - Нарымское ш.- ул. Сурикова - ул. Байкальская - ул. Восточная - ул. Шахтёрская - ул. Суворова - ул. Милицейская - ул. Рутгерса - Логовое ш. - Кузнецкий мост - просп. Кузнецкий просп. Ленина - ул. Дзержинского - ул. Кирова - ул. Ноградская - просп. Кузнецкий - Кузнецкий мост - Логовое ш. - ул. Рутгерса - ул. Милицейская - ул. Суворова - ул. Шахтёрская - ул. Восточная - ул. Байкальская - ул. Сурикова - Нарымское ш. - ул. 40 лет октября | Железнодорожный вокзал |
| 5  | "КЭМЗ"                | ул. Ноградская - ул. Кирова - ул. Дзержинского - просп. Ленина - просп. Кузнецкий - ул. Автозаводская - ул. Космическая - ул. Радищева - ул. 7-я Цветочная - ул. 10-я Линия ул. 10-я линия - ул. 7-я Цветочная - ул. Радищева - ул. Космическая - ул. Автозаводская - просп. Кузнецкий - ул. Кузбасская | Микрорайон "Южный"     |
| 8  | "КЭМЗ"                | просп. Кузнецкий - ул. Февральская - ул. Угловая - ул. Якимова - ул. Троллейная - ул. Грузовая ул. Грузовая - ул. Троллейная - ул. Якимова - ул. Угловая - ул. Февральская - просп. Кузнецкий - просп. Ленина - ул. Дзержинского - ул. Кирова - ул. Ноградская - просп. Кузнецкиий | КОАО "Азот"            |
| 10 | Шахта "Северная"      | ул. Ракитянского - просп. Шахтёров - Логовое ш. - Кузнецкий мост - просп. Кузнецкий - ул. Ноградская - ул. Кирова - ул. Дзержинского - просп. Ленина - просп. Кузнецкий просп. Кузнецкий - Кузнецкий мост - Логовое ш. - просп. Шахтёров - ул. Ракитянского | Железнодорожный вокзал |

### Закрытые маршруты
| № | Начальный пункт       | Маршрут следования | Конечный пункт   | Дата закрытия |
| - | --------------------- | --- | ---------------- | ------------- |
| 2 | АО "КЭТК"             | просп. Советский - просп. Кузнецкий - просп. Ленина - ул. Соборная - ул. Сибиряков-Гвардейцев - ул. Терешковой ул. Терешковой - ул. Сибиряков-Гвардейцев - ул. Соборная - просп. Ленина - просп. Кузнецкий - просп. Советский | "Водолей"        | Начало 80-х   |
| 4 | Шахта "Северная"      | ул. Ракитянского - просп. Шахтёров - ул. Рутгерса - ул. Милицейская - ул. Суворова ул. Суворова - ул. Милицейская - ул. Рутгерса - просп. Шахтёров - ул. Ракитянского | Ул. Суворова     | 2008          |
| 6 | КОАО "Азот"           | ул. Грузовая - ул. Троллейная - ул. Якимова - ул. Угловая - ул. Февральская - просп. Кузнецкий - просп. Ленина - ул. Соборная - ул. Сибиряков-Гвардейцев - ул. Терешковой ул. Терешковой - ул. Сибиряков-Гвардейцев - ул. Соборная - просп. Ленина - просп. Кузнецкий - ул. Февральская - ул. Угловая - ул. Якимова - ул. Троллейная - ул. Грузовая                             | "Водолей"        | 2001          |
| 7 | Собор                 | ул. Соборная - просп. Ленина - просп. Кузнецкий - ул. Февральская - ул. Угловая - ул. Якимова - ул. Троллейная - ул. Грузовая ул. Грузовая - ул. Троллейная - ул. Якимова - ул. Угловая - ул. Февральская - просп. Кузнецкий - просп. Ленина - ул. Соборная | КОАО "Азот"      | 2003          |
| 9 | ТЭЦ Кировского района | л. 40 лет Октября - Нарымское ш.- ул. Сурикова - ул. Байкальская - ул. Восточная - ул. Шахтёрская - ул. Суворова - ул. Милицейская - ул. Рутгерса - просп. Шахтёров - ул. Ракитянского ул. Ракитянского - просп. Шахтёров - ул. Рутгерса - ул. Милицейская - ул. Суворова - ул. Шахтёрская - ул. Восточная - ул. Байкальская - ул. Сурикова - Нарымское ш. - ул. 40 лет октября | Шахта "Северная" | 2006          |

### Конфигурация маршрутов и сети
Большая часть маршрутов пролегает в левобережной части города. На правый берег ведут маршруты № 3 – в Кировский район и № 10 – в Рудничный район. Все маршруты на сегодняшний день проходят через КЭМЗ, где расположена диспетчерская и столовая для водителей.
Маршрут № 1 – единственный маршрут, ведущий из центра города к Знаменскому собору – главному православному храму города, и далее по ул. Сибиряков-Гвардейцев до остановки Водолей.
С продлением троллейбусного маршрута № 12 сначала до Территориального управления Рудничного района (ТУРР), а затем и до Сельской больницы с вводом в строй новых жилых микрорайонов на просп. Шахтёров появились слухи о том, что трамвайный маршрут № 10 могут закрыть, а трамвайную линию на просп. Шахтёров демонтируют. Однако слухи не подтвердились, так как трамвай на данном участке незначительно дублирует троллейбус и до центра города они следуют неодинаково.
Трамвайные пути на Кузнецком мосту были реконструированы, и, в отличие от старого моста, на котором действовала только однопутная линия, на новом мосту была построена двухпутная линия, поэтому трамваям не нужно уступать дорогу друг другу при проезде по мосту.
Пуск трамвайной линии планировался также и по Кузбасскому мосту по ул. Терешковой с выходом на просп. Шахтёров. Но в связи с отсрочкой строительства моста в 70-х–80-х гг. проект трамвайной линии на данном участке был заморожен, а 18 августа 2005 г. здесь была торжественно открыта троллейбусная линия и открыт троллейбусный маршрут № 12.
Нереализованным проектом остался пуск трамвайной линии в жилой район Ягуновский через Комиссарово и Плешки из Южного (конечная маршрута № 5), строительство которой намечалось ещё в 70-е гг. прошлого столетия.
В Кемерове на данный момент действует только одно трамвайное депо на просп. Советском. До этого работало и трамвайное депо № 2 в Рудничном районе на Сосновом бульваре, которое обслуживало правобережные маршруты № 3, № 4, № 9. С 2020 оно закрыто и снесено.

## Перспективы развития
В 2019 году решением Кемеровского городского совета народных депутатов утверждена программа комплексного развития транспортной инфраструктуры Кемеровской городской агломерации на период до 2032 года, в которой предусмотрена модернизация маршрутной сети городского электротранспорта, в том числе трамвайных линий. В программе предложено изменение маршрута №1 включающее продление трамвайных линий маршрута до конца проспекта Ленина и закрытие отрезка маршрута на улице Сибиряков-Гвардейцев и улице Терешковой.
Мэрия Кемерово анонсировала план по транспортной реформе, по которой в 2025 году начнут обновление электротранспорта, включая и трамвайные вагоны.

## Подвижной состав
В наличии имеется 86 вагонов следующих моделей:
- 71-619 (КТМ-19) — 45 вагонов
- 71-605 (КТМ-5М3) — 8 вагонов (из них 2 - учебные и 3 - служебные)
- БКМ-60102 — 8 вагонов
- БКМ-62103 — 1 вагон
- КТМ-1 — 1 вагон (музейный)

Ранее в Кемерове эксплуатировались трамваи серии Х (в 1949 году они были проданы в Прокопьевск), КТМ-1 и СМЕ с ведущим вагоном КТМ-1 и ведомым КТП-1, а также в городе эксплуатировались вагоны КТМ-2 и СМЕ с ведущим вагоном КТМ-2 и ведомым КТП-2. Позже началась эксплуатация вагонов КТМ-5. Удивительный факт: Кемерово всегда получал трамваи производства Усть-Катавского Вагоностроительного завода в то время, как Новокузнецк в 70-80 гг. получал трамваи TatraT3SU чехословацкого производства. Там трамваи TatraT3SU составляли основу трамвайного парка, в то время как Кемерово обходился скромными отечественными КТМ-5. Сегодня уже не известно, планировались ли поставки чехословацких трамваев в Кемерово или нет[значимость факта?].
До конца 2000-х гг. в Кемерово работали СМЕ: парные КТМ-5, КТМ-8 и ЛМ-99. Последние СМЕ были расцеплены в 2009 г.
В октябре 2019 г., в рамках соглашения губернатора Кемеровской области и правительства Москвы, в Кемерово поступили 10 подержанных трамваев модели 71-619А. После тщательной технического обслуживания и изменения внешнего вида трамваи постепенно введены в эксплуатацию.
Самый старый трамвайный вагон - 71-605 (КТМ-5М3) №108, использовался с 1986 по 2024 годы.